# Грищенко Артем Олександрович
Артем Олександрович Грищенко (нар. 29 квітня 1993, Чернігів, Україна) — український футболіст, нападник.

## Життєпис
Народився в Чернігові, вихованець місцевої «Юності», кольори якої до 2010 року захищав у ДЮФЛУ. З 2011 по 2012 роки виступав у чемпіонаті Чернігівської області в складі «Полісся-Юність» (Чернігів) та «Полісся» (Добрянка). 2013 року виступав в аматорському чемпіонаті України в складі чернігівського ЮСБ.
У 2013 році приєднався до складу львівських «Карпат», але через високу конкуренцію в першій команді виступав лише в дублюючому складі «зелено-білих» (30 матчів, 4 голи). На початку березня 2015 року приєднася до тернопільської «Ниви». Дебютував за тернопільську команду 21 березня 2015 року в програному (0:2) виїзному поєдинку 18-о туру першої ліги проти дніпродзержинської «Сталі». Артем вийшов у стартовому складі, а на 74-й хвилині його замінив Андрій Кухарук. Дебютним голом на професіональному рівні відзначився 1 травня 2015 року на 32-й хвилині програного (1:2) виїзного поєдинку 24-о туру першої ліги проти охтирського «Нафтовика-Укрнафти». Грищенко вийшов на поле в стартовому складі та відіграв увесь матч. У футболці «Ниви» зіграв 12 матчів та відзначився 1 голом.
Влітку 2015 року перейшов до чернігівської «Десни». Дебютував у складі чернігівців 26 липня 2015 року в нічийному (1:1) виїзному поєдинку 1-о туру першої ліги проти охтирського «Нафтовика-Укрнафти». Артем вийшов на поле в стартовому складі, а на 62-й хвилині його замінив Адерінсола Есеола. Єдиним голом у футболці «деснянців» відзначився 21 травня 2016 року на 84-й хвилині нічийного (1:1) домашнього поєдинку 28-о туру першої ліги проти ФК «Тернополя». Артем вийшов на поле на 74-й хвилині, замінивши Микиту Вовученка. На початку липня 2016 року за згодою сторін припинив співрацю з «Десною». За цей час у футболці чернігівського колективу в чемпіонаті України зіграв 4 матчі (4 зі стартового складу), в яких відзначився 1 гольовою передачею та 1 голом, ще 1 поєдинок провів у кубку України. Другу частину сезону 2016/17 років провів у складі аматорського клубу Авангард (Корюківка), який виступав в аматорському чемпіонаті України та чемпіонаті Чернігівської області.
На початку липня 2017 року перейшов до ПФК «Сум». Дебютував у складі «городян» 22 липня 2017 року в нічийному (1:1) виїзному поєдинку 2-о туру першої ліги проти ковалівського «Колоса». Грищенко вийшов на поле на 86-й хвилині, замінивши Ярослава Галенка. Дебютним голом у футболці сум'ян відзначився 6 жовтня 2017 року на 17-й хвилині програного (2:3) домашнього поєдинку 15-о туру першої ліги проти одеської «Жемчужини». Артем вийшов на поле в стартовому складі та відіграв увесь матч.